# إن دبليو أيه
أن.دبليو.أي (N.W.A) اختصار (Niggaz Wit Attitudes) هي فرقة هيب هوب أمريكية من لوس أنجلوس الجنوبية في كاليفورنيا، تعتبر هذه المجموعة بأنها عملت تأثير في الغانغستا راب، أعضاء الفرقة هم ارابيان برنس، دي جيه ييلاا، إيزي إي، آيس كيوب، د.دري وإم سي رين، انفصل ارابيان برنس عن الفرقة للغناء منفردا في عام 1989، وغادر آيس كيوب الفرقة في عام 1990، فترة نشاط الفرقة كانت من 1986 إلى 1990، أثارت الفرقة الجدل نظرا لطبيعة كلمات أغانيهم الصريحة وبالتالي تم منع بث أغانيهم في الكثير من محطات الراديو الأمريكية، ومنعوا أيضا في بعض الأوقات من إقامة الحفلات الغنائية.

## وصلات خارجية
- إن دبليو أيه على موقع الموسوعة البريطانية (الإنجليزية)
- إن دبليو أيه على موقع ميوزك برينز (الإنجليزية)
- إن دبليو أيه على موقع رولينغ ستون (الإنجليزية)
- إن دبليو أيه على موقع أول ميوزيك (الإنجليزية)
- إن دبليو أيه على موقع ديسكوغز (الإنجليزية)